# Onthophagus utsunomiyae
Onthophagus utsunomiyae là một loài bọ cánh cứng trong họ Bọ hung (Scarabaeidae).